# Tatra T1
T1 ist die Typenbezeichnung für den ersten Straßenbahnwagen des tschechoslowakischen Herstellers Vagonka Tatra Smíchov, der nach dem amerikanischen PCC-Prinzip gebaut wurde.

## Geschichte
Der erste Prototyp des T1 fuhr als Tw 5001 am 22. November 1951 über die Straßen Prags. Zwischen 1951 und 1958 wurden insgesamt 287 dieser Triebwagen gebaut. Beiwagen und Gelenkzüge gab es vom Typ T1 nicht.  
Die meisten T1 wurden in der Tschechoslowakei selbst eingesetzt, lediglich zwei Wagen gingen ins polnische Warschau und 20 Stück ins sowjetische Rostow am Don.
Die Wagen waren in der Tschechoslowakei bis in die 1960er Jahre im Einsatz, bevor sie mit neuem Wagenkasten zu Fahrzeugen des Typs T3 umgebaut wurden. Der letzte T1 wurde am 4. April 1987 in Plzeň verabschiedet.
Die Prototypen 5001 und 5002 sind im Prager Straßenbahnmuseum Střešovice (Muzeum Vozovna Střešovice) erhalten. 5001 hat sogar den alten Stangenstromabnehmer.

## Lieferungen
| Staat            | Stadt         | Typ    | Lieferungsjahre | Stückanzahl | Nummerierung |
| ---------------- | ------------- | ------ | --------------- | ----------- | ------------ |
| Polen            | Warschau      | T1     | 1955            | 2           | 501, 502     |
| Sowjetunion      | Rostow am Don | T1     | 1957            | 20          | 301–320      |
| Tschechoslowakei | Košice        | T1     | 1956–1958       | 11          | 201–211      |
| Tschechoslowakei | Most–Litvínov | T1     | 1957–1958       | 34          | 201–234      |
| Tschechoslowakei | Olomouc       | T1     | 1957–1958       | 10          | 101–110      |
| Tschechoslowakei | Ostrava       | T1     | 1955–1957       | 44          | 501–544      |
| Tschechoslowakei | Pilsen        | T1     | 1955–1957       | 33          | 101–133      |
| Tschechoslowakei | Prag          | T1     | 1951–1956       | 133         | 5001–5133    |
| Summe:           | Summe:        | Summe: | Summe:          | 287         |              |

## Historische Fahrzeuge
- Tschechien:
  - Brno: Prager Wagen der Fahrzeugnummer 5064 im Technischen Museum
  - Ostrava: Fahrzeug 528
  - Plzeň: Fahrzeug 121
  - Prag: Prototypen 5001 und 5002

- Slowakei:
  - Košice: Fahrzeug 203